# Elecciones estatales de Hesse de 1950

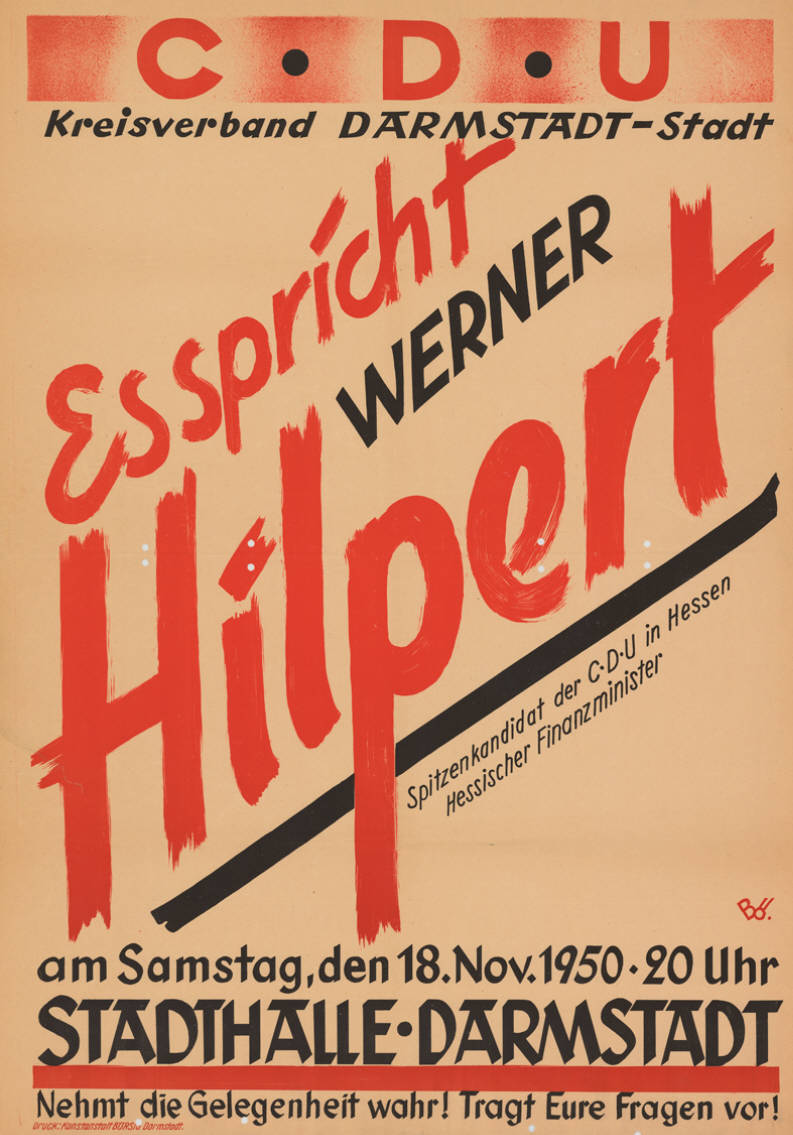
Cartel electoral de la CDU

En las elecciones estatales de Hesse del 19 de noviembre de 1950, el SPD ganó la mayoría absoluta bajo la dirección de su candidato Georg August Zinn.
El SPD creció ligeramente hasta el 44 por ciento, mientras que la CDU del 31 se redujo a poco menos del 19 por ciento. La participación se redujo al 64,9 por ciento. Esta elección ha sido hasta el momento la única vez en Hesse, donde el FDP (que formó una lista común con el Bloque de los Expulsados, utilizando el nombre de FDP) con el 31,8% fue el segundo partido más fuerte. Los 21 miembros electos de la lista común formaron un grupo parlamentario con  13 miembros del FDP  y ocho miembros del BHE. 48  de los 80 miembros del Landtag fueron elegidos directamente, mientras que los restantes 32 fueron elegidos como parte de listas. En las circunscripciones, un candidato era elegido por mayoría simple.
La elección tuvo lugar el mismo día que la elección estatal de Württemberg-Baden.

## Resultados[2]
| Partido        | Partido        | Votos     | %     | Mandatos directos | Escaños |
| -------------- | -------------- | --------- | ----- | ----------------- | ------- |
| Hab. inscritos | Hab. inscritos | 2.985.021 |       |                   |         |
| Votantes       | Votantes       | 1.936.762 | 64,88 |                   |         |
| Votos válidos  | Votos válidos  | 1.851.087 | 95,58 |                   |         |
|                | SPD            | 821.268   | 44,37 | 36                | 47      |
|                | FDP            | 588.739   | 31,81 | 8                 | 21      |
|                | CDU            | 348.148   | 18,81 | 4                 | 12      |
|                | KPD            | 87.878    | 4,75  |                   |         |
|                | NDP/DRP        | 1.989     | 0,11  |                   |         |
|                | HBLVP          | 1.219     | 0,07  |                   |         |
|                | BVE            | 765       | 0,04  |                   |         |
|                | Independientes | 1.081     | 0,06  |                   |         |
| Total          | Total          | 1.851.087 | 100   | 48                | 80      |

## Post-elección
El SPD fue capaz de formar un gobierno por sí solo gracias a su mayoría absoluta.
Zinn reemplazó como primer ministro a Christian Stock (también del SPD), que durante la anterior legislatura había gobernado con la CDU.